# Il-Marsa
Il-Marsa (engelska: Marsa) är en ort och kommun i republiken Malta. Den ligger i den sydöstra delen av landet, 3 kilometer sydväst om huvudstaden Valletta.